# Innoko National Wildlife Refuge
Das Innoko National Wildlife Refuge ist ein 15.583 km² großes Schutzgebiet des National Wildlife Refuge Systems zwischen den Kuskokwim Mountains und den Nulato Hills im Westen von Alaska. Es setzt sich aus der 3040 km² großen Kaiyuh Unit südlich der Mündung des Koyukuk in den Yukon und der Innoko Unit (12.540 km²) mit dem gleichnamigen, 5018 km² großen Wilderness Area weiter südlich links des Yukons zusammen. Die Kaiyuh Unit reicht in östlicher Richtung bis Galena und in südlicher bis Kaltag. Im Südwesten der Innoko Unit am rechten Yukonufer liegt Grayling. Das Schutzgebiet wird von der Weltnaturschutzunion in der Kategorie IV (Biotop- und Artenschutzgebiet) geführt.
Die Landschaft besteht aus von Seen und Teichen durchzogenen Schwarzfichtenwäldern in Moor- und Feuchtgebieten und Hügelketten mit bis zu 300 m Höhe.

## Tierwelt
Das Innoko NWR ist ein wichtiger Lebensraum für Wasservögel. Etwa 130 Vogelarten kommen innerhalb der Grenzen des Refuges vor. Im Herbst finden sich zur Nistzeit über 300.000 Vögel ein.
Neben Bibern, die an den vielen Wasserläufen leben, gibt es eine große Elchpopulation. Rentiere der Herde Beaver Mountain überwintern hier. Wölfe, Grizzly- und Schwarzbären leben ganzjährig in der Region.

## Geschichte

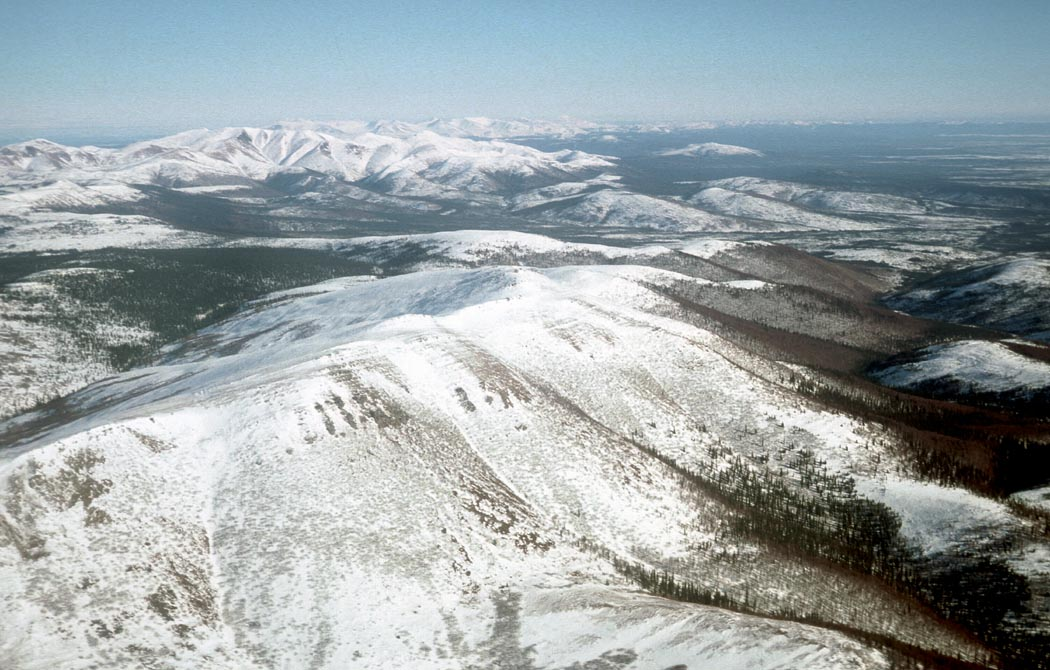
Schneebedeckte Hügelketten

Athabasken leben seit Jahrhunderten an der Flüssen Innoko und Iditarod. Anfang des 20. Jahrhunderts brachten Goldfunde an deren Zuflüssen Prospektoren und Goldsucher in die Region, die Handelsstützpunkte und Siedlungen gründeten. Der Versorgungsweg dorthin, der durch das heutige Refuge führte, wurde als Iditarod Trail bekannt und ist heute als National Historic Trail ausgewiesen. Das Iditarod-Hundeschlittenrennen führt in geraden Jahren nördlich und in ungeraden Jahren südlich an den Grenzen des Refuges vorbei.
Das Innoko National Wildlife Refuge wurde 1980 im Rahmen des Alaska National Interest Lands Conservation Acts von US-Präsident Jimmy Carter gegründet.